# Liste der Bodendenkmale in Angern
In der Liste der Bodendenkmale in Angern sind alle Bodendenkmale der Gemeinde Angern und ihrer Ortsteile aufgelistet. Grundlage ist die Veröffentlichung der Landesdenkmalliste mit Stand vom 25. Februar 2016.  Die Baudenkmale sind in der Liste der Kulturdenkmale in Angern aufgeführt.
| Denkmal-ID | Fundart            | Ortsteil   | Bezeichnung          | Zeitstellung | Lage                         | Bemerkungen                                                                      | Bild |
| ---------- | ------------------ | ---------- | -------------------- | ------------ | ---------------------------- | -------------------------------------------------------------------------------- | ---- |
| 428310358  | Befestigung > Burg | Angern-Ost | ehemalige Wasserburg | Neuzeit      | am Südrand des Dorfes (Lage) | Rechteckige bis leicht ovale Anlage mit breitem noch gut gefülltem Wassergraben. |      |